# Guerra de San Sardos

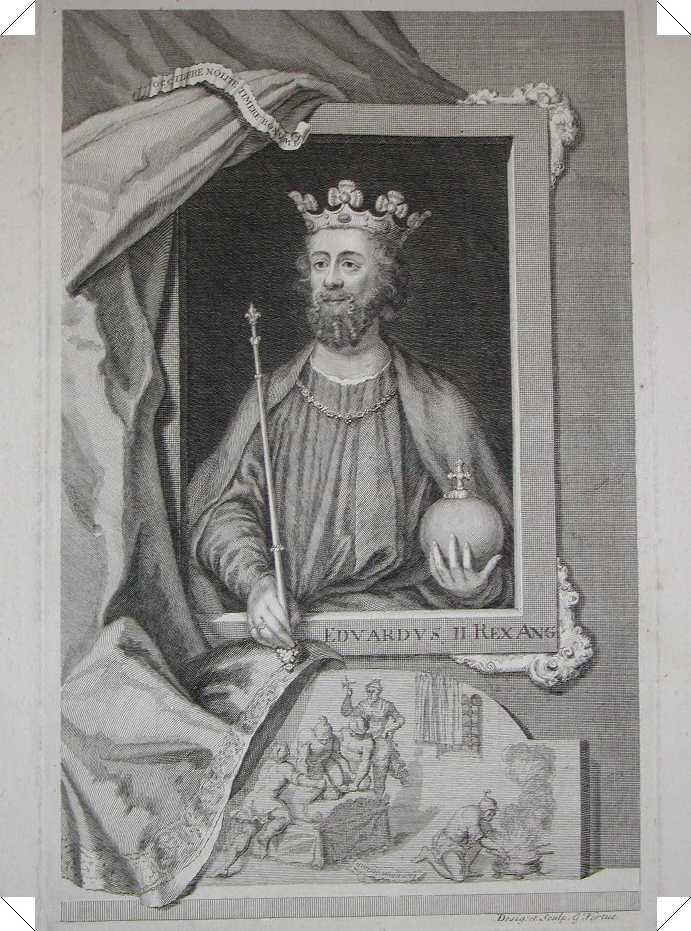
Eduardo II de Inglaterra.

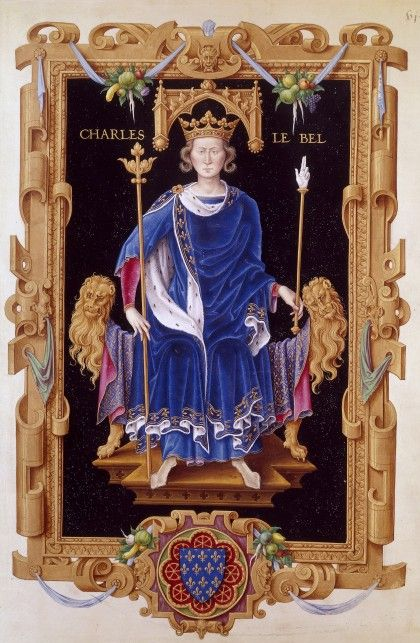
Carlos IV de Francia.

La guerra de San Sardos fue un breve conflicto bélico entre Inglaterra y Francia librado en 1324. Antecedente directo de la guerra de los Cien Años, implicó una derrota clara para las fuerzas inglesas, e indirectamente condujo al derrocamiento de Eduardo II de Inglaterra.

## Antecedentes
La autoridad de la monarquía francesa había ido creciendo durante el reinado de Felipe el Hermoso y sus hijos, expandiéndose y ganando poder a expensas de la nobleza y el papado. El Parlamento de París fue un engranaje importante en este proceso, permitiendo a la gente que apelara ante él para defenderse de cualquier abuso de autoridad de la nobleza, utilizándolo como tribunal de alzada contra las cortes de nivel inferior. De este modo, quien salía perdiendo en un proceso, apelaba ante el Parlamento y ponía sus bienes y propiedades bajo la protección directa del rey. 
Este estado de cosas erosionó el poder más importante de la nobleza: conservar la jurisdicción temporal y legal sobre sus propias tierras. 
El principal perjudicado por este cambio fue Eduardo II de Inglaterra, rey de Inglaterra y duque de Aquitania. Este último título le permitía gobernar Gascuña como duque vasallo de Carlos IV de Francia, y su ducado representaba el último resto del Imperio angevino.
La casa real francesa comprendía que el ducado podía convertirse en cabeza de puente para una invasión inglesa de Francia en toda regla (como en verdad ocurriría más tarde), y esta convicción llevaba a los monarcas franceses a intentar expulsar a los ingleses de su territorio.
Intentaron para ello enemistar a Eduardo con sus súbditos franceses, que, uno a uno, iban recurriendo al Parlamento de París y poniendo fracciones de tierra bajo el control directo del rey. En consecuencia, Eduardo asistió impotente a la fragmentación de su estado dentro de otro estado, que poco a poco se iba convirtiendo en una constelación de pequeñísimos trozos de tierra inconexos entre sí y pertenecientes a la Corona francesa, a medida que los tribunales fallaban en su favor pero el Parlamento anulaba las sentencias y las revertía en favor del campesinado.
Eduardo no era hombre de aguardar serenamente a que su poderío en el continente se disolviera: pronto se convirtió en un ferviente predicador de la acción directa.

## Conflictos de intereses y negociaciones
La pequeña aldea de San Sardos fue una de las zonas donde se suscitó uno de los entredichos descritos. San Sardos se encontraba en la jurisdicción de Eduardo como duque de Aquitania, pero dentro de los límites del pueblo se encontraba un priorato de los benedictinos y su casa matriz, la abadía de Sarlat, exactamente por fuera de los mismos.
En 1318 el abad solicitó al Parlamento que declarara a San Sardos exenta de pagar tributo al duque (que no era otro que el rey inglés), ofreciendo a cambio construir en nombre del rey de Francia una ciudad amurallada completa, con sus casas, plazas, mercados, etc. La propuesta fue aceptada luego de un larguísimo y trabajoso proceso judicial en el cual el Parlamento se pronunció a favor del abad.
Cumpliendo con este fallo, un sargento del rey francés (en funciones de oficial de justicia) se apersonó frente a la entrada de la aldea el 15 de octubre de 1323, mandando de inmediato erigir un alto poste donde clavó el escudo de armas de la Flor de Lis como enseña de la soberanía de Francia sobre San Sardos.
Los terratenientes del lugar no estaban contentos, porque sabían que la construcción del nuevo pueblo atraería a los campesinos de sus propias plantaciones feudales, privándolos de una mano de obra muy barata y cautiva y disminuyendo, por lógica, sus fabulosos ingresos. La reacción violenta no se hizo esperar: la misma noche de la erección del poste real, Raymond-Bernard, señor feudal de Montpezat, atacó y arrasó San Sardos, quemó las cosechas y los edificios y ahorcó al sargento del rey colgándolo de su propio poste.
Aunque Eduardo II hubiese querido apoyar la rebelión de sus señores en Francia, tenía suficientes problemas en su propio país como para preocuparse por San Sardos. Apenas notificado del alzamiento de Bernard, escribió varias cartas al rey francés presentándole sus disculpas y proclamando su inocencia. No quería quedar señalado como instigador de una revuelta en la que él no tenía arte ni parte (aunque los historiadores modernos piensan que en efecto la idea fue suya).
Previsible y lógicamente, Francia no le creyó una palabra. El máximo jefe militar estacionado en Francia era Rodolfo Basset de Drayton, senescal de Gascuña. Basset se había reunido con Raymond-Bernard dos días antes del ataque sobre San Sardos, y los espías franceses habían puesto a la corte perfectamente al tanto de esa circunstancia. 

## Última embajada inglesa
Eduardo no quería verse envuelto en un incidente diplomático con Francia, y echó mano a todos los medios a su alcance para no verse obligado a conceder demasiado. Basset fue llamado a Londres en marzo de 1324 y reemplazado al mes siguiente por una misión con instrucciones de lograr una solución pacífica para los colonos ingleses a como diera lugar. La embajada estaba bajo la dirección de Edmundo de Woodstock, conde de Kent, y del arzobispo de Dublín.
Pero no tenían demasiado tiempo: el rey Carlos IV ya había firmado una orden para los jefes de su ejército, a los efectos de que reunieran a las tropas y las estacionaran en las fronteras de Aquitania en junio. Por lo tanto, los embajadores ingleses recibieron una helada bienvenida cuando llegaron a París, prometiendo que Montpezat se rendiría. A continuación, viajaron a Burdeos para vigilar el cumplimiento del acuerdo.
Al llegar allí se enteraron de que las medidas de Carlos habían causado indignación entre la nobleza terrateniente local. El conde de Kent, en consecuencia, cambió de opinión y recibió permiso de los embajadores para no rendirse y, en cambio, resistir. Los delegados franceses debieron retirarse con las manos vacías, y una nueva embajada se puso en marcha, pero demasiado tarde: antes de que arribara a destino, llegaron las noticias de que Carlos IV ya había declarado perdido (y, por tanto, enemigo) al ducado de Aquitania completo.

## La guerra

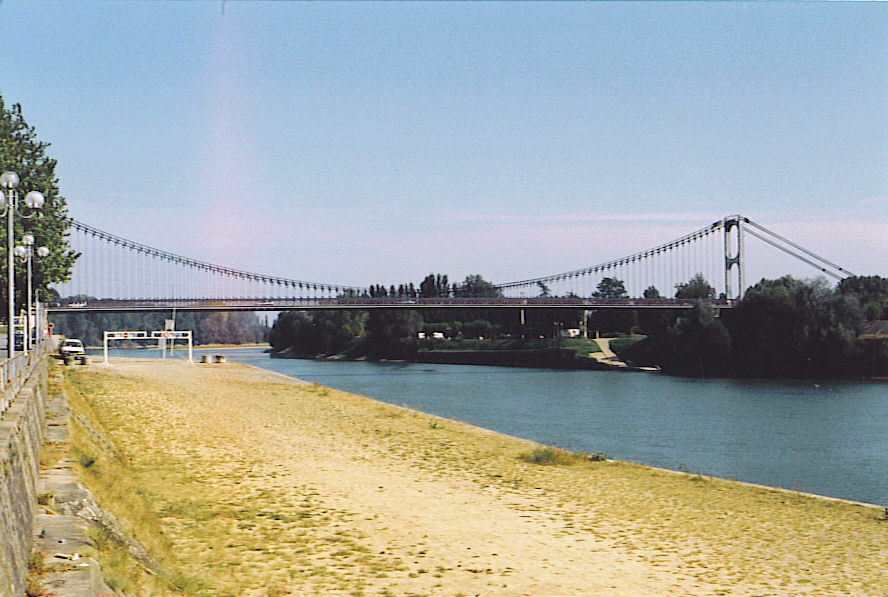
El puente de La Réole sobre el Garona, muy cerca del campo de batalla, hoy.

En agosto de 1324 el tío del rey, Carlos de Valois, finalmente invadió Aquitania. Los ingleses estaban muy mal preparados: la mayoría de las guarniciones habían pasado hambrunas y muchos lugares estratégicamente importantes no tenían tropas que los defendieran.
Apoyado por los nobles locales como Gastón II de Foix-Béarn, conde de Foix, Carlos de Valois cruzó la frontera al mando de un ejército de 7000 hombres y arrasó la región entera en apenas seis semanas.
Aunque la mayoría de las ciudades se rindieron inmediatamente, encontró resistencia al enfrentarse al conde de Kent en la aldea de La Réole, quien combatió durante algunas semanas más antes de rendirse a su vez.
La completa victoria francesa se selló mediante una tregua que se convirtió en el final efectivo de este breve pero sangriento conflicto.

## Consecuencias
La guerra provocó graves consecuencias en la política interna inglesa. El conde de Winchester, Hugo le Despensier, el inepto general que no había sido capaz de liberar La Réole y responsable por consiguiente del colapso de la defensa inglesa, fue obligado a enviar a la reina Isabel de Francia, hija de Felipe el Hermoso, a su país natal para negociar los términos de la rendición y de la sucesión de los territorios capturados por los franceses.
Eduardo II había donado Aquitania y Ponthieu en favor de su hijo Eduardo, que a la sazón era solo un niño pequeño. Siendo el príncipe parte interesada en el conflicto, Isabel lo llevó consigo a Francia para que rindiera (pagara, en realidad) homenaje por sus tierras a su nuevo poseedor, Carlos IV, hermano de ella y tío del niño.
Su regreso a Londres marcaría la ruina para los Le Despensier y la muerte para su esposo Eduardo II.